# Lennart Carleson
Lennart Axel Edvard Carleson, född 18 mars 1928 i Stockholm, är en svensk matematiker som verkat som professor vid KTH i Stockholm, Uppsala universitet samt UCLA. Han tillhör den adliga släkten Carleson och är en av Sveriges främsta matematiker.

## Biografi
Carleson är uppväxt i Degerfors och disputerade 1950 med Arne Beurling som handledare. Carleson har bland annat arbetat inom fourieranalys och dynamiska system, och nådde världsberömmelse med sitt bevis för konvergens nästan överallt för Fourierserier för {\displaystyle L^{2}}-funktioner.
Under mitten av 1960-talet bidrog Carleson till förverkligandet av Mittag-Lefflers forskningsinstitut i Djursholm, institutets skapande hade fördröjts av 1920-talets finanskris. Under tio års tid bjöd Carleson in de mest framstående matematikerna inom sina forskningsområden för att dessa skulle kunna verka i en harmonisk atmosfär och bidra till de nordiska matematikernas bildning. Sedan denna tid har institutet fortlevt och betraktas som ett av världens främsta.

## Utmärkelser
- H. M. Konungens medalj i guld av 8:e storleken i Serafimerordens band (Kon:sGM8mserafb, 2020) för framstående insatser inom forskning i matematik[14]
- Kommendör av Kungl. Nordstjärneorden (KNO)[15]
- Ledamot av Kungliga Vetenskapsakademien (LIVA)
- Ledamot av Kungliga Vetenskaps-Societeten i Uppsala (LVS)
- Ledamot av Det Kongelige Danske Videnskabernes Selskab (LDVS)
- Ledamot av Finska Vetenskaps-Societeten (1980)[16]
- Teknologie hedersdoktor vid Kungliga Tekniska högskolan (Tekn. dr h.c. 1989)[17]
- Steelepriset (1984)
- Wolfpriset (1992)
- Sylvestermedaljen (2003)
- Abelpriset (2006) om sex miljoner norska kronor, som förste svensk